# Rudi Glück
Albert Gustav Rudi Glück (* 15. November 1905 in Berlin; † 15. September 1981 in Berlin-Pankow) war ein deutscher Tabakwarengroßhändler und Politiker der DDR-Blockpartei Liberal-Demokratische Partei Deutschlands (LDPD).

## Leben
Glück stammte aus Berlin, wo er als Kaufmann Inhaber der Tabakwaren-Großhandlung R. Glück, Berlin-Pankow und Vorsitzender des LDPD-Kreisverbandes Berlin-Pankow war.

## Politik
Er trat der 1945 in der Sowjetischen Besatzungszone neugegründeten LDPD bei. Bei den Wahlen zur Volkskammer der DDR war Glück Kandidat der Nationalen Front der DDR. Von 1963 bis 1971 war er als einer der Berliner Vertreter Mitglied der LDPD-Fraktion in der Volkskammer.